# Quotenmeter.de

Logo von Quotenmeter.de (2013–2018)

Quotenmeter.de ist nach eigenen Angaben ein Branchendienst und Online-Fernsehmagazin der Quotenmeter GmbH, das werbefinanziert und für den Nutzer kostenfrei ist.
Am 12. November 2018 wurden ein neues Design und Logo veröffentlicht. Der bekannteste Konkurrent ist DWDL.de.

## Inhalte
Quotenmeter.de liefert hauptsächlich Nachrichten über den deutschen und den amerikanischen Fernsehmarkt. Zudem werden die Zuschauerzahlen und Marktanteile der Sendungen des letzten Tages ausgewertet und der Quotenverlauf einiger ausgewählter Sendungen redaktionell aufgearbeitet über einen längeren Zeitraum (meistens den einer Staffel) dargestellt. Das Angebot umfasst weiterhin mehrere Kolumnen, unter anderem von Rob Vegas. Zum Meinungsaustausch gibt es auf den Seiten von Quotenmeter.de ein Forum. Wöchentlich wird ein TV-Podcast veröffentlicht. Zudem wird seit 2004 jedes Jahr der „Quotenmeter.de-Fernsehpreis“ vergeben. Seit Ende 2019 besteht mit Quotenmeter Plus ein zusätzliches kostenfreies Angebot, welches händisch ausgewählte beliebte Artikel der vergangenen Woche in einem für mobile Geräte optimierten Format darstellt.
Das Angebot umfasst damit:
- Quoten und Marktanteile zum deutschen und amerikanischen Markt
  - Täglich
    - Primetime (Grafisch & Redaktioneller Text)
    - Tagesmarktanteile (Grafisch, nur deutscher Markt)
    - Ausgewählte Quoten und Marktanteile eines Tages (Redaktioneller Text, amerikanischer Markt nicht täglich)

  - Unregelmäßig
    - Verlauf der Quoten und Marktanteile einer Staffel einer Sendung/Serie (Grafisch & Redaktioneller Text)
    - Monats-Marktanteile (Grafisch & Redaktioneller Text)
    - Vergleich der Zuschauerzahlen und Marktanteile eines Senders zum Vorjahresmonat, Vorjahresquartal oder zur letzten Saison (September bis Mai) (Grafisch & Redaktioneller Text)
    - Quoten und Marktanteile zum internationalen (z. B. britischen) Markt
- Top 10 Aufrufzahlen der letzten Woche einzelner Serien auf Streaming-Diensten
- Kritiken (Film & Fernsehen)

- Kolumnen
- Nachrichten
  - Streaming-Markt (wöchentlich)
  - Sender & Sendergruppen
  - Film (Fernsehen & Kino)
  - Serien
  - Menschen
- Themenreihen (z. B.: „Schwerpunkt“, „10 Fakten über...“, „YouTube“, „Radio“)
- Quotenmeter Plus (wöchentlich)
- TV-Plan
- Podcast (wöchentlich)
- Forum
- Quotenmeter-Fernsehpreis

## Quotenmeter-Fernsehpreis
Seit 2004 wird jedes Jahr der „Quotenmeter-Fernsehpreis“ vergeben. Der „Quotenmeter-Fernsehpreis“ ist eine Auszeichnung der Redaktion und der Leser von Quotenmeter.de. Eine fünfköpfige Jury einigt sich auf jeweils fünf Nominierungen pro Kategorie, dabei werden alle deutschen Eigenproduktionen im Zeitraum vom 1. Juni des Vorjahres bis zum 31. Mai berücksichtigt. Die Leser stimmen aus den nominierten Personen und Formaten in jeder Kategorie für ihren Favoriten ab. Die Nominierten mit den meisten Stimmen werden die Preisträger der jeweiligen Kategorie. Die Kategorien ändern sich dabei gelegentlich.
Seit 2012 erhalten die Preisträger per Post eine Quotenmeter-Kaffeetasse.

## Reichweite
2010 lag die Reichweite bei 3,10 Millionen Seitenabrufen und 830.000 Visits im Monat. Die Seite wurde monatlich durchschnittlich von etwa 90.000 eindeutigen Nutzern aufgerufen. Der Marktanteil 1 lag bei 0,2 Prozent. Etwa 59 Prozent der Nutzer waren männlich, 41 Prozent weiblich. Etwa 68 Prozent der Nutzer waren zwischen 20 und 49 Jahre alt. 44 Prozent der Nutzer hatten mindestens die Hochschulreife. Von November 2010 bis Januar 2015 wurde die Seite Quotenmeter.de bei der IVW zusammen mit dem Kinomagazin Cinefacts geführt, so dass keine Einzelreichweite mehr angegeben werden konnte. Seit dem 1. Februar 2015 werden wieder Einzelreichweite veröffentlicht.
Im Jahr 2019 lag die Reichweite des gesamten Angebots bei 61,8 Millionen Seitenabrufen. Allein auf die Website Quotenmeter.de entfielen durchschnittlich 3,24 Millionen Abrufe pro Monat, das Forum erreichte durchschnittliche 1,3 Millionen Abrufe im Monat. Hiermit wurde ein Marktanteil 1 über alle Angebote von rund 20 Prozent erreicht.